# نثار

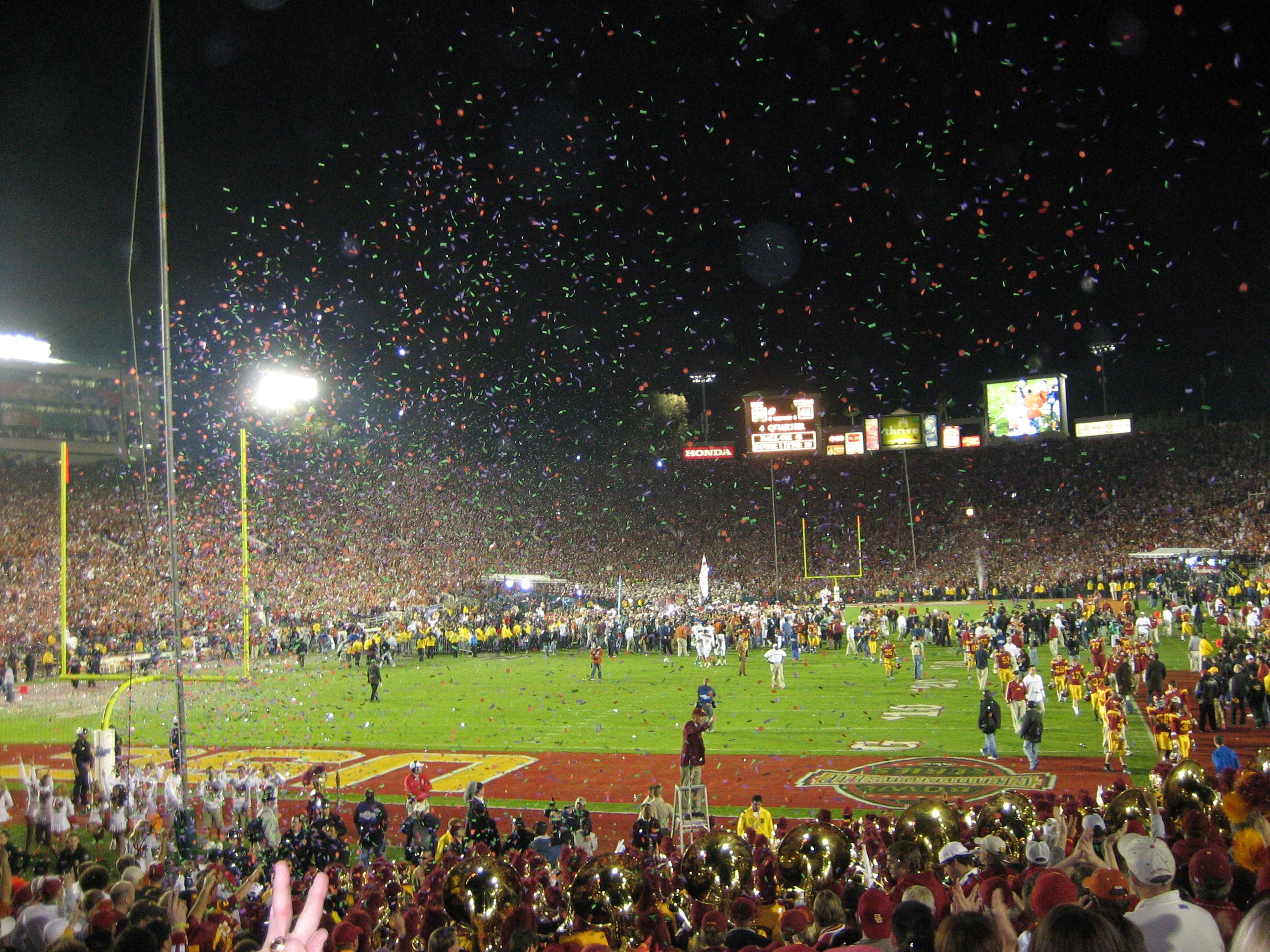
نثر القصاصات الورقية الملونة احتفالا بعد انتهاء مباراة رياضية

النِّثَار هو ما يُنثر، وهي قطيعات - من أنواع مختلفة، قد تكون قصاصات ورقية أو قطع نقود أو حلوى- تلقى في مختلف المناسبات، خصوصا الأعراس.